# Cimetière national de Corinth
Le cimetière national de Corinth est un cimetière national des États-Unis situé dans la ville de Corinth, dans le comté d'Alcorn, au Mississippi. Administré par le département des États-Unis des affaires des anciens combattants, il s'étend sur 20 acres (8,1 ha), et à la fin de 2005, contenait 7 137 inhumations. Il est géré par le cimetière national de Little Rock.

## Histoire
Le cimetière national de Corinth est créé en 1866 comme un lieu d'inhumation des victimes de l'Union de la seconde bataille de Corinth, et d'autres batailles de la région. À la fin des années 1870, il y avait plus de 5 000 inhumations dans le cimetière, dont près de 4 000 sont inconnues.
Le cimetière national de Corinth est inscrit au Registre national des lieux historiques en 1996.
Avec d'autres sites, il fait partie des sites du siège et de la bataille de Corinth, un site historique national désigné en 1991.